# Calder Abbey
Calder Abbey ist eine ehemalige Zisterziensermönchsabtei in England. Die Ruine des Klosters liegt in der Grafschaft Cumbria in Calder Bridge.

## Geschichte
Die erste Abtei in Calder wurde innerhalb der Kongregation von Savigny von Ranulph de Gernon, 2. Earl of Chester 1135 gegründet, anschließend nach Angriffen aus Schottland nach Hood und 1143 nach Old Byland und 1177 an seine heutige Stelle verlegt; dieses Kloster schloss sich 1147 mit der Kongregation von Savigny dem Zisterzienserorden an. In Calder erfolgte 1142 oder 1143 unter der Leitung des Abts Hardred eine erneute Klostergründung durch die ebenfalls der Kongregation von Savigny angehörende Furness Abbey, die sich 1147 dem Zisterzienserorden anschloss. Damit gehörte Calder Abbey der Filiation von Clairvaux an. Die damals von 9 Mönchen besiedelte Abtei unter dem Abt Richard Ponsonby wurde 1536 von der Krone eingezogen und dem königlichen Commissioner Thomas Leigh überlassen. Die nicht frei zugängliche Anlage gehört heute der Familie Burns-Lindow.

## Anlage und Bauten

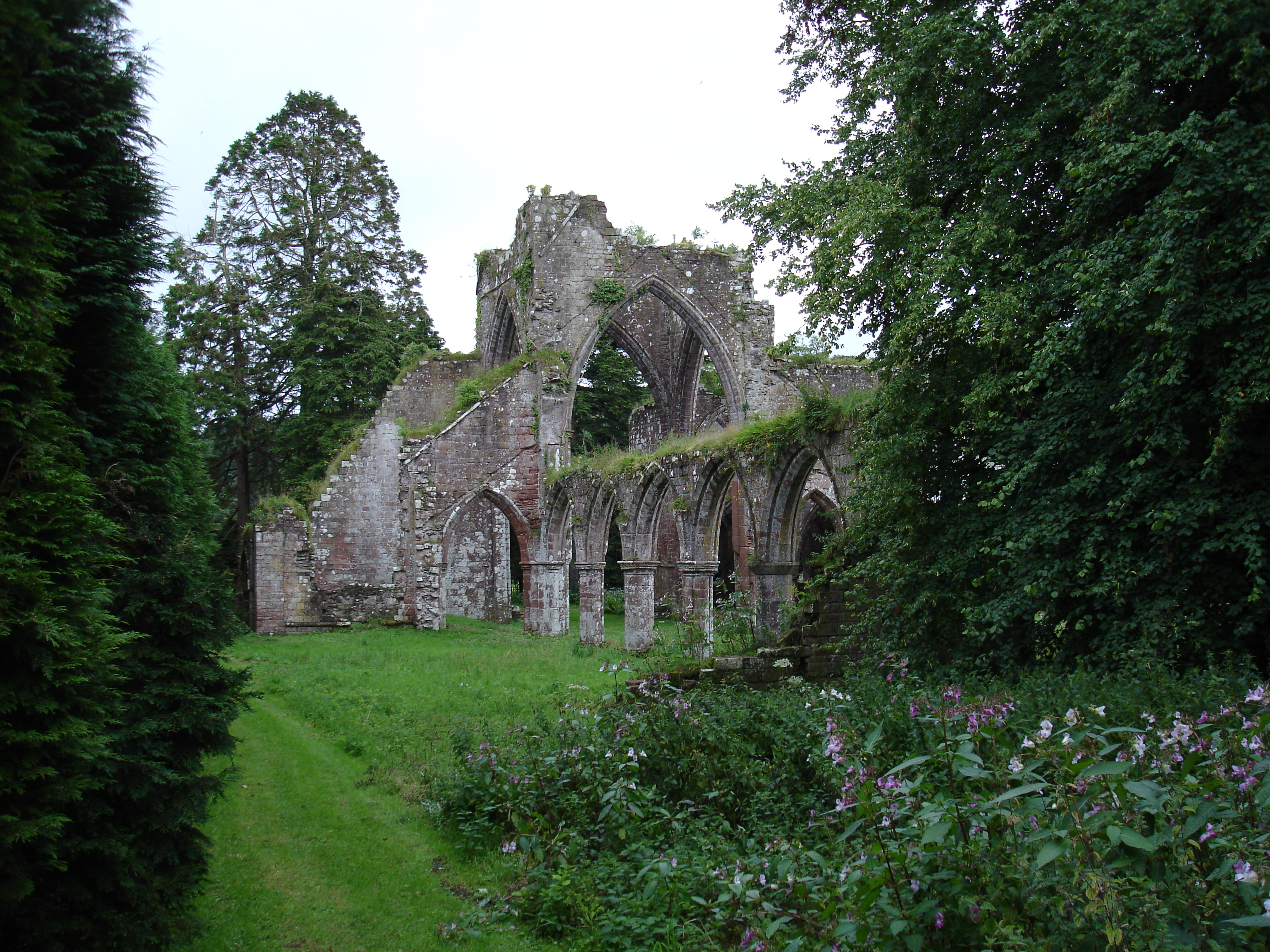
Ruinen der Abtei

Die fünfjochige Kirche, deren Langhaus um 1175, Querhaus und Chor wohl aber erst gegen 1200 errichtet und im 13. Jahrhundert und nach einem Angriff gegen 1332 verändert wurden, verfiel nach der Aufhebung des Klosters. Erhalten sind die nördlichen Langhausarkaden mit abwechselnd achteckigen und Vierpasssäulen sowie Teile der Vierung und der Seitenschiffe. Die Anlage entspricht im Wesentlichen dem bernhardinischen Plan. An das südliche Querschiff schließt sich der Kapitelsaal an, dessen Mauerwerk weitgehend erhalten ist. Das heutige Herrenhaus aus dem frühen 19. Jahrhundert (Calder Abbey House) nimmt den Platz des früheren Südflügels der Klausur ein.